# Diphtherocome fasciata
Diphtherocome fasciata là một loài bướm đêm trong họ Noctuidae.